# International Financial Reporting Standards Foundation
Die International Financial Reporting Standards Foundation (IFRSF), bis 2010 International Accounting Standards Committee Foundation (IASCF), ist eine gemeinnützige Stiftung. Ihre Zielsetzung ist es, hochwertige globale Rechnungslegungsstandards zu entwickeln, die Nutzung und Anwendung dieser Standards zu fördern und eine Konvergenz der nationalen Rechnungslegungsvorschriften mit diesen Standards herbeizuführen.
Zentrales Organ zur Entwicklung und Herausgabe der Rechnungslegungsvorschriften, die International Financial Reporting Standards (IFRS) genannt werden, ist das International Accounting Standards Board (IASB). Die IFRSF wird oft als rechtliche Dachorganisation des IASB bezeichnet.

## Rechtliche Struktur der Stiftung
Die Organisation wurde am 6. Februar 2001 als Stiftung internationalen Rechts in Delaware, USA im Rahmen der Neuorganisation des International Accounting Standards Committee (IASC) gegründet und finanziert sich im Wesentlichen aus Spenden und Erträgen aus Veröffentlichungen.
Vertreten wird die Stiftung durch 22 Treuhänder. Diese haben insbesondere die Aufgabe der Finanzierung und Überwachung der Arbeit der Organisation. Zudem haben sie die alleinige Entscheidungskompetenz über Satzungsänderungen. Sie sind verpflichtet, ausschließlich im öffentlichen Interesse zu handeln.

## Weitere Organe

Organigramm

Neben dem International Accounting Standards Board sind das International Financial Reporting Interpretations Committee (IFRIC) und das Standards Advisory Council (SAC) Organe bzw. Gremien der IFRSF.
Am 3. November 2021 wurde von der IFRSF das International Sustainability Standards Board (ISSB) angekündigt, das internationale Standards für die Berichterstattung bzgl. Nachhaltigkeit-Themen erarbeiten soll.